# Vasca di colmata
La vasca di colmata, detta anche cassa di colmata, è una grande vasca situata in prossimità dei porti marittimi e lagunari, il cui compito è quello di contenere la sabbia dragata dal fondale del porto e non compatibile con il ripascimento dell'arenile o altri tipi di reimpiego.